# Capela das Almas (Pontevedra)
A Capela das Almas (Capilla de las Animas em espanhol) é um pequeno edifício religioso católico neogótico localizado no centro histórico de Pontevedra (Espanha), na Rua das Ánimas, perto da praça Curros Enríquez.

## História
A capela está situada numa pequena parte do local onde se encontrava o antigo hospital de Pontevedra, que funcionava desde o século XV sob o nome de Corpus Christi e mais tarde de S. João de Deus, a ordem que o dirigia. 
Este hospital tinha um cemitério, uma igreja e um altar para as almas do Purgatório a ele ligado. O complexo foi demolido em 1896 quando o novo hospital da cidade, o Hospital Provincial de Pontevedra, foi construído. Perante a perda desta referência espiritual secular, os vizinhos decidiram pedir a construção de uma pequena capela onde pudessem continuar a tradição dos seus antepassados. Assim, sob a pressão dos vizinhos, esta pequena capela neogótica foi construída em 1898.

## Descrição
A capela é dedicada às almas no purgatório para quem são oferecidas esmolas para a sua salvação, a fim de que possam alcançar a felicidade no céu.
A fachada da capela, em estilo neogótico e de pequenas dimensões, está situada entre muros comuns. Tem uma porta com um arco quebrado, acompanhada por duas janelas com arcos quebrados de cada lado.
Acima da porta de entrada existe uma pequena abertura em forma de trevo de quatro folhas enquadrado por um círculo, representando uma cruz lobada. No topo, a capela é coroada por uma cruz dentro de um círculo.
No interior, há um retábulo de madeira policromada de dois níveis com um total de seis figuras, representadas no meio de chamas, sendo as centrais um bispo e um rei.

## Galeria

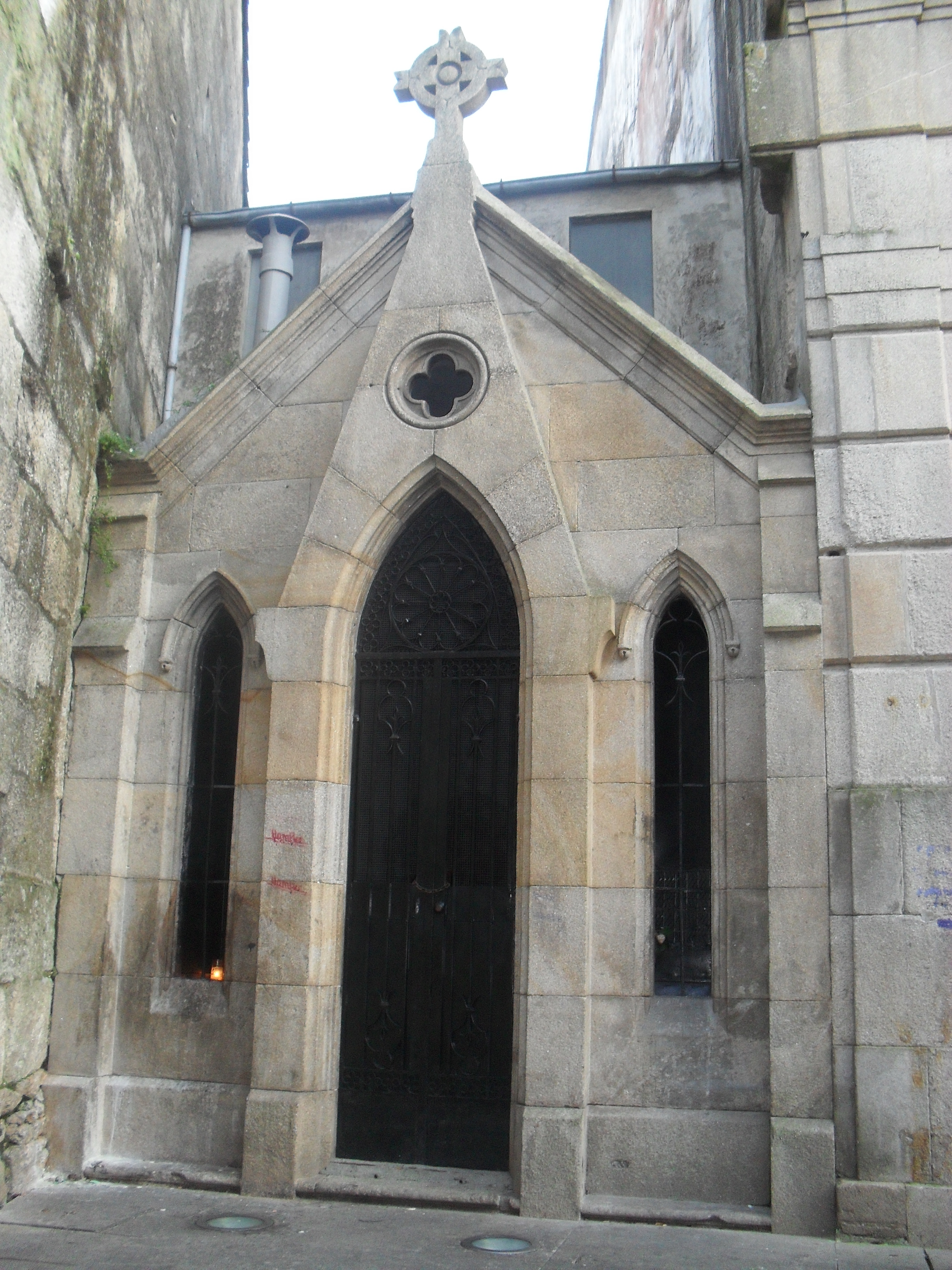
Fachada da capela
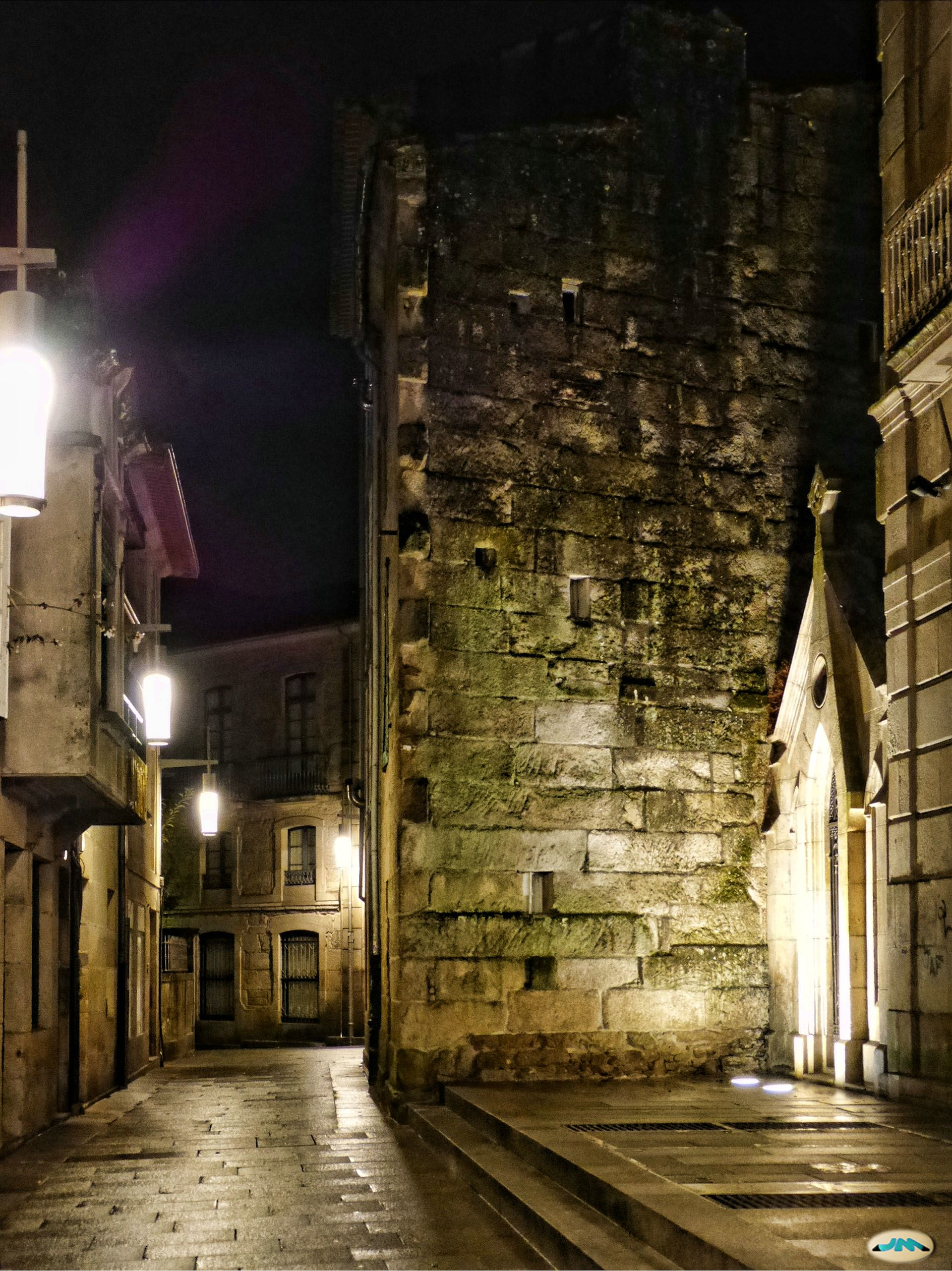
A capela na Rua das Ánimas

### Artigos relacionados
- Arquitetura neogótica
- Praça de Curros Enríquez